# Müliberg
Der Müliberg ist ein Weiler auf dem Gemeindegebiet Aeugst am Albis, Bezirk Affoltern, Kanton Zürich. Er liegt 3 Kilometer entfernt von Affoltern am Albis. Über den Müliberg führt die einzige Strassenverbindung von Affoltern und Aeugst ins Aeugstertal, welches östlich und etwa 70 Meter tiefer liegt. Auf dem Müliberg gibt es eine Bushaltestelle. Die Flurnamen Betpur, Steinmur und Buchs weisen auf eine römische Besiedlung bei Müliberg hin.